# Szydłowiec (województwo podkarpackie)
Szydłowiec – wieś w Polsce położona w województwie podkarpackim, w powiecie mieleckim, w gminie Mielec. Zajmuje obszar 38,26 km²

## Części wsi
| SIMC    | Nazwa       | Rodzaj    |
| ------- | ----------- | --------- |
| 0655899 | Pod Karczmą | część wsi |
| 0655913 | Źródła      | część wsi |

W latach 1975–1998 miejscowość położona była w województwie rzeszowskim.